# François-Adrien Boieldieu
François-Adrien Boieldieu (Ruan, 16 de diciembre de 1775 - Varennes-Jarcy, 8 de octubre de 1834) fue un compositor francés, que destacó en la composición de óperas en el primer cuarto del siglo XIX.

## Biografía
Boieldieu fue iniciado en la música por el maestro de capilla y posteriormente por el organista de la Catedral de Ruan. La Revolución francesa no frenó la actividad musical del teatro de Ruan, que continuaría representando las obras de jóvenes autores como Étienne Nicolas Méhul. Durante el periodo de la revolución conocido como el Reinado del Terror, Ruan fue una de las pocas ciudades que siguió conservando una actividad musical importante y, en 1793, se organizaron varios conciertos con el célebre violinista Pierre Rode y el tenor Pierre-Jean Garat. Boieldieu compuso durante esa época sus primeras obras basándose en textos escritos por su padre, La Fille coupable en 1793, a la que siguieron Rosalie y Mirza en 1795, que le aportaron un éxito inmediato.
Durante el periodo revolucionario, Boieldieu se trasladó a París, donde prudentemente se estableció como afinador de pianos. Sus obras, cercanas a la ópera clásica, pero que incluyen fragmentos de diálogos hablados, sólo encuentran escaparate en la ópera cómica. La obra más representativa de este género es Médée de Luigi Cherubini que data de 1797. La ópera cómica, tradicionalmente representada en la sala Favart, también fue interpretada en el Théâtre de Monsieur desde 1789 y en 1791 se instaló en un edificio nuevo, el Théâtre Feydeau, que anteriormente había estado reservado a las compañías de la ópera buffa. Durante aproximadamente una década, las compañías del Favart y del Feydau competían entre sí. Favart ofrecía múltiples espectáculos patrióticos y representaba obras más ligeras de Méhul, mientras que Feydeau solía representar dramas heroicos de Luigi Cherubini o de Jean-François Lesueur. En 1797, Boieldieu representa en el Feydeau sus obras La Famille suisse y L'Heureuse Nouvelle. En 1798, será en el Favart donde se representa Zoraime et Zulmare. El éxito fue arrollador.
Hijo espiritual de André Grétry, Boieldieu privilegiaba las melodías sin adornos superfluos y las revalorizaba con una instrumentación ligera pero cuidada y con diálogos espirituales. Hector Berlioz le atribuyó a su música una «elegancia parisina de buen gusto que agrada». En 1800, logró un auténtico triunfo con Le Calife de Bagdad. En 1804, se trasladó a San Petersburgo para ocupar el puesto de compositor de la corte del zar, en el que permanecería hasta 1810. Compuso nueve óperas, entre ellas Aline, reine de Golconde (1804) y Les voitures versées (1808). De regreso a Francia, reconquistó al público parisino con La jeune femme en colère (1811), Jean de Paris (1812), Le Nouveau Seigneur du village (1813) y una decena más de obras.
En 1825, publicó su obra maestra, La Dame Blanche, vuelta a representar en la sala Favart en 1997 y grabada bajo la dirección de Marc Minkowski. Basada en una novela de Walter Scott —algo inhabitual en aquella época—, el libreto está construido sobre el tema del niño perdido y posteriormente felizmente reencontrado in extremis. El estilo de esta ópera fue retomado en Lucia di Lammermoor, I Puritani y La jolie fille de Perth. Reconocida como una de las primeras tentativas de la introducción de la temática fantástica en la ópera, La Dame blanche sirvió igualmente de modelo para las óperas Robert le diable o Fausto.
Boieldieu se convirtió en profesor de composición en el Conservatorio de París y, en 1817, sucedió a Méhul en el Instituto de Francia. Recibió la Legión de Honor en 1820. Su siguiente ópera, Les Deux Nuits (1829) fue admirada por el mismísimo Richard Wagner, quien tomaría prestada «la vivacidad y la gracia natural del espíritu francés» y se inspiraría en uno de los coros para la «marcha de los prometidos» de Lohengrin. Boieldieu perdió progresivamente la voz, sin duda a causa de un cáncer de laringe. La decadencia de la ópera cómica y la revolución de 1830 se añadieron a su desgracia. Para evitar que se viera en la miseria, Adolphe Thiers le aseguró una pensión del estado de 6000 francos. El 25 de septiembre de 1834, hizo su última aparición pública en el estreno de Chalet de Adolphe Adam. Poco antes de su fallecimiento, tuvo así la elegancia de pasarle el testigo a su brillante alumno.
Nacido en el Antiguo Régimen, Boieldieu se forjó durante el periodo revolucionario del Reinado del Terror, alcanzó la celebridad durante el Consulado y el Imperio, fue honrado por los Borbones y después arruinado por la Revolución de Julio. Siguió siendo el principal compositor francés de óperas del primer cuarto del siglo XIX.

## Su obra

### Óperas
La Fille coupable (La hija culpable) (1793)
Rosalie et Myrza (Rosalía y Myrza) (1795)
L'Heureuse Nouvelle (La novela feliz) (1797)
Le Pari ou Mombreuil et Merville (1797)
La famille suisse (La familia suiza) (opéra cómica en 1 acto, con libreto de St. Just, estrenada en París Théâtre Opéra Comique - Salle Feydeau, el 11 de febrero de 1797)
Zoraïme et Zulnar (1798)
La Dot de Suzette (El dote de Suzette) (1798)
Les Méprises espagnoles (Los errores españoles) (1799)
Emma ou La Prisonnière (Emma o la prisionera) (1799)
Béniovski ou Les Exilés du Kamchattka (Béniovski o los exiliados de Kamchatka) (1800)
Le Calife de Bagdad (El califa de Bagdad) (1800)
Ma Tante Aurore ou Le Roman impromptu (Mi tía Aurora o La novela improvisada) (1803)
Le Baiser et la quittance ou Une aventure de garnison (El beso y el recibo o Una aventura de guarnición) (1803)
Aline, reine de Golconde (Alina, reina de Golconda) (1804)
La Jeune Femme colère (La joven mujer enojada) (1805)
Abderkan (1805)
Un Tour de soubrette (Una gira de soprano) (1806)
Télémaque (Telémaco) (1806)
Amour et mystère ou Lequel est mon cousin? (Amor y misterio o ¿Cuál es mi primo?) (1807)
Les Voitures versées ou Le Séducteur en voyage (Los autos volcados o El seductor en viaje) (1808)
La Dame invisible (La dama invisible) (1808)
Rien de trop ou Les Deux Paravents (Nada demasiado o Las dos mamparas) (1811)
Jean de Paris (1812)
Le Nouveau Seigneur de village (El nuevo señor del pueblo) (1813)
Le Béarnais ou Henri IV en voyage (El bearnés o Enrique IV en viaje) (1814)
Angéla ou L'Atelier de Jean Cousin (Ángela o el atelier de Jean Cousin) (1814)
La Fête du village voisin (La fiesta del pueblo cercano) (1816)
Charles de France ou Amour et gloire (Carlos de Francia o amor y gloria) (1816)
Le Petit Chaperon rouge (El pequeño sombrero rojo) (1818)
Les Arts rivaux (Las artes rivales) (1821)
Blanche de Provence ou La Cour des fées (Blanca de Provenza o la corte de las hadas) (1821)
La France et l'Espagne (Francia y España) (1823)
Les Trois Genres (Los tres géneros) (1824) (en colaboración con Auber)
Pharamond (Faramundo) (1825)
La Dame blanche (La dama blanca) (1825)
Les Deux Nuits (Las dos noches) (1829)
La Marquise de Brinvilliers (La marquesa de Brinvilliers) (1831) (en colaboración con Auber, Cherubini y otros)
L'opéra à la cour (1840) (después de su fallecimiento, se estrenó la obra de Albert Grisar con Boïeldieu colaboró en vida)

## Órdenes y empleos

### Órdenes
- Caballero de la Legión de Honor[2][3][4][5] (1821, Reino de Francia)

### Empleos
- Compositor de música de la Cámara del Rey.[2] (1816)
- Enero de 1821: Primer compositor de S.A.R. la duquesa de Berry.[2]
- Miembro de la Academia de Bellas Artes. (1818)